# Dinamarca en los Juegos Paralímpicos de Seúl 1988
Dinamarca estuvo representada en los Juegos Paralímpicos de Seúl 1988 por un total de 48 deportistas, 27 hombres y 21 mujeres.

## Medallistas
El equipo paralímpico danés obtuvo las siguientes medallas:
| Nombre                                                                                      | Deporte       | Evento                                        |
| ------------------------------------------------------------------------------------------- | ------------- | --------------------------------------------- |
| Oro                                                                                         |               |                                               |
| Connie Hansen                                                                               | Atletismo     | 400 m 4 femenino                              |
| Connie Hansen                                                                               | Atletismo     | 800 m 4 femenino                              |
| Connie Hansen                                                                               | Atletismo     | 1500 m 4 femenino                             |
| Connie Hansen                                                                               | Atletismo     | 5000 m 4 femenino                             |
| Connie Hansen                                                                               | Atletismo     | Maratón 4 femenino                            |
| Ingrid Lauridsen                                                                            | Atletismo     | 400 m 2 femenino                              |
| Ingrid Lauridsen                                                                            | Atletismo     | 800 m 2 femenino                              |
| Henrik Thomsen                                                                              | Atletismo     | 100 m C6 masculino                            |
| Henrik Jørgensen                                                                            | Atletismo     | Eslalon C1 masculino                          |
| Ella Andersen Helle Brodersen Kirsten Christensen Ann Howalt Katja Hünesen Lene Skou Jensen | Golbol        | Torneo femenino                               |
| Charlotte Hede                                                                              | Natación      | 100 m mariposa A8 femenino                    |
| Charlotte Hede                                                                              | Natación      | 200 m estilos A8 femenino                     |
| Gritt Barlund                                                                               | Natación      | 100 m libre A4 femenino                       |
| Anders Christensen                                                                          | Natación      | 100 m libre C5 masculino                      |
| Anders Christensen                                                                          | Natación      | 200 m libre C5 masculino                      |
| Anders Christensen                                                                          | Natación      | 400 m libre C5 masculino                      |
| Anders Christensen                                                                          | Natación      | 200 m espalda C5 masculino                    |
| Anders Christensen                                                                          | Natación      | 200 m estilos C5 masculino                    |
| John Petersson                                                                              | Natación      | 25 m braza L1 masculino                       |
| John Petersson                                                                              | Natación      | 25 m espalda L1 masculino                     |
| John Petersson                                                                              | Natación      | 50 m libre L1 masculino                       |
| John Petersson                                                                              | Natación      | 100 m libre L1 masculino                      |
| Kazimier Mechula                                                                            | Tiro          | Rifle de aire en posición tendida 2-6 mixto   |
| Plata                                                                                       |               |                                               |
| Mogens Justesen                                                                             | Atletismo     | 100 m C2 masculino                            |
| Mogens Justesen                                                                             | Atletismo     | 400 m C2 masculino                            |
| Mogens Justesen                                                                             | Atletismo     | 800 m C2 masculino                            |
| Henrik Thomsen                                                                              | Atletismo     | 200 m C6 masculino                            |
| Henrik Jørgensen                                                                            | Bochas        | Individual C1 mixto                           |
| Charlotte Hede                                                                              | Natación      | 100 m libre A8 femenino                       |
| Charlotte Hede                                                                              | Natación      | 400 m libre A8 femenino                       |
| Manja Haugsted                                                                              | Natación      | 25 m braza L1 femenino                        |
| Gritt Barlund                                                                               | Natación      | 400 m libre A4 femenino                       |
| Equipo                                                                                      | Natación      | 4 × 100 m estilos A-L femenino                |
| Kim Due Andersen                                                                            | Natación      | 100 m libre A6 masculino                      |
| Kim Due Andersen                                                                            | Natación      | 400 m libre A6 masculino                      |
| Kim Due Andersen                                                                            | Natación      | 200 m estilos A6 masculino                    |
| Mogens Christensen                                                                          | Natación      | 50 m mariposa L3 masculino                    |
| Mogens Christensen                                                                          | Natación      | 200 m estilos L3 masculino                    |
| Flemming Berthelsen                                                                         | Natación      | 100 m mariposa B3 masculino                   |
| Marianne Bærtelsen                                                                          | Tenis de mesa | Individual TT7 femenino                       |
| Torben Pehrsson                                                                             | Tenis de mesa | Individual TT6 masculino                      |
| Merita Pedersen                                                                             | Tiro          | Rifle de aire en tres posiciones 2-6 femenino |
| Bronce                                                                                      |               |                                               |
| Ingrid Lauridsen                                                                            | Atletismo     | 1500 m 2 femenino                             |
| Ingrid Lauridsen                                                                            | Atletismo     | 5000 m 2 femenino                             |
| Ingrid Lauridsen                                                                            | Atletismo     | 10 000 m 2 femenino                           |
| Mogens Justesen                                                                             | Atletismo     | 200 m C2 masculino                            |
| Mansoor Siddiqi                                                                             | Atletismo     | Eslalon C2 masculino                          |
| Lone Bak-Pedersen Henrik Jørgensen Mansoor Siddiqi                                          | Bochas        | Equipo C1-C2 mixto                            |
| Anne-Dorte Andersen                                                                         | Natación      | 50 m braza L2 femenino                        |
| Anne-Dorte Andersen                                                                         | Natación      | 100 m libre L2 femenino                       |
| Jeanette Pedersen                                                                           | Natación      | 100 m espalda A8 femenino                     |
| Equipo                                                                                      | Natación      | 4 × 100 m libre A-L femenino                  |
| Flemming Berthelsen                                                                         | Natación      | 50 m libre B3 masculino                       |
| Flemming Berthelsen                                                                         | Natación      | 400 m libre B3 masculino                      |
| Kim Due Andersen                                                                            | Natación      | 100 m espalda A6 masculino                    |
| Kim Due Andersen                                                                            | Natación      | 100 m mariposa A6 masculino                   |
| Mogens Christensen                                                                          | Natación      | 50 m braza L3 masculino                       |
| Kim Andersen                                                                                | Natación      | 50 m mariposa L3 masculino                    |
| Hans Ole Noe                                                                                | Natación      | 100 m braza C4 masculino                      |
| Anders Christensen                                                                          | Natación      | 100 m espalda C5 masculino                    |
| Torben Pehrsson                                                                             | Tenis de mesa | Individual TT clase abierta masculino         |
| Frands Havaleschka                                                                          | Tenis de mesa | Individual TT7 masculino                      |
| Frands Havaleschka Torben Pehrsson                                                          | Tenis de mesa | Equipo TT7 masculino                          |
| Birthe Mogensen                                                                             | Tiro con arco | Doble ronda FITA clase abierta femenino       |